# Hyposoter juanianus
Hyposoter juanianus là một loài tò vò trong họ Ichneumonidae.